# المنزل المسكون (فلم رسوم متحركة)
المنزل المسكون (بالإنجليزية: The Haunted House)، هو فيلم رسوم متحركة أمريكي قصير لميكي ماوس صدر عام 1929، كجزء من سلسلة أفلام ميكي ماوس. تم إنتاج الرسوم المتحركة من قبل استوديوهات والت ديزني وتم توزيعها من قبل شركة Celebrity Productions. كان هذا هو الفيلم القصير الرابع عشر لميكي ماوس الذي تم إنتاجه، والحادي عشر لعام 1929. 
الفيلم من صنف الرعب الكوميدي . تدور أحداث الفيلم حول ميكي ماوس الذي يجد نفسه محاصرًا في منزل مسكون ويُجبر على عزف الموسيقى. تم إخراج الفيلم من قبل والت ديزني الذي قدم أيضًا صوت ميكي، وكان أوب إيوركس هو رسام الرسوم المتحركة الرئيسي وقام كارل ستالينغ بتوزيع الموسيقى.

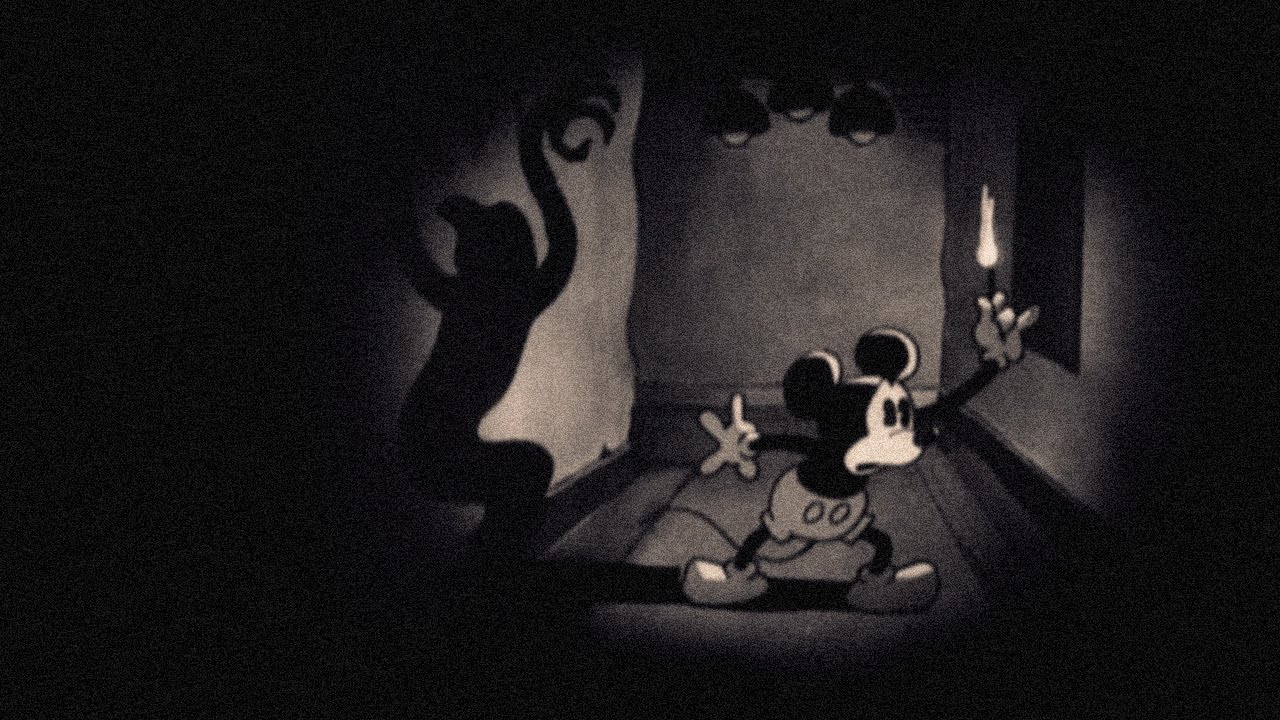
ميكي في إحدى لقطات الفيلم

يستعير فيلم المنزل المسكون بعض تقنيات الرسوم المتحركة من أول فيلم رسوم متحركة في سلسلة سيمفونيات سخيفة: رقصة الهيكل العظمي ، والذي تم إصداره في وقت سابق من عام 1929، على الرغم من أن معظم التسلسل جديد.  كان فيلم المنزل المسكون أول فيلم كارتون لميكي يتناول موضوع الرعب، ومهد الطريق لأفلام لاحقة مثل لغز الغوريلا والطبيب المجنون.  واجهت شركة ديزني بعض المشاكل مع الرقابة الحكومية بسبب هذا الكارتون، بسبب النكات التي تتضمن وعاءً سريًا ومراحيض خارجية. 

## حبكة
في ليلة مظلمة وعاصفة، يلجأ ميكي ماوس إلى منزل يمر به ويكتشف قريبًا أنه مسكون عندما يطرق الباب الأول ولا يتلقَّى أي إجابة، لكنه يسحب مقبض الباب ليفتحه عندما تنهار الشرفة بأكملها. عندما يدخل ميكي المنزل، يغلق الباب نفسه، قبل أن ينزعج ميكي من ظهور العديد من الخفافيش من الشقوق في الجدار وعنكبوت كبير ينزل من السقف، بينما كان يختبئ في وعاء. بعد الخروج من الوعاء، يسمع ميكي صوت الأشباح ويهرب إلى الممر قبل أن تنطفئ أضواء الثريا. يصرخ ثلاث مرات في الظلام، فيشعل عود ثقاب، وينظر حوله، ويجد شبحًا لشخصية مرتدية عباءة تظهر في ظله. يصاب ميكي بالدوار من الخوف عند سماع هذا، فيصرخ ويصاب بالذعر ويهرب خائفًا، لكنَّ الشبح يلاحقه. يحاصر الشبح والعديد من الهياكل العظمية ميكي في غرفة، ويجبرونه على العزف على الأرغن بينما ترقص الهياكل العظمية على الموسيقى، ويستخدم أحدها منظم الحرارة كـأكورديون. عندما تتوقف الموسيقى، يتسلل ميكي بعيدًا ويحاول الهرب، لكنَّ الهياكل العظمية رصدته وحاولت إيقافه، وبينما كان يركض إلى الطرق المسدودة وحاول فتح الباب، كان مقبض الباب يد هيكل عظمي، الذي يهز ميكي بشكل محموم. يركض إلى أعلى الدرج ويصطدم بهيكلين عظميين آخرين على السرير. أخيرًا يسقط من النافذة إلى برميل مليء بالهياكل العظمية، وبينما يهرب بسرعة لفتح الباب، يظهر هيكل عظمي من باب المرحاض الخارجي، ويكون مشغولًا باستخدام المرحاض، ويخيفه، وبينما يركض ميكي بعيدًا مرعوبًا، يغلق الهيكل العظمي الباب عندما يغادر ميكي.

## استقبال
في مشروع فيلم ديزني ، أشاد رايان كيركباتريك بهذا الفيلم القصير باعتباره خطوة إلى الأمام في تطور السلسلة: "يكسر المنزل المسكون صيغة وضع ميكي في مكان ما وبدء تشغيل الموسيقى على الفور. بدلاً من ذلك، يبدأ بلقطة تأسيسية للمنزل الذي يحمل عنوان الفيلم، والذي يبدو وكأنه وجه مهدد في الأفق. ثم نرى ميكي يكافح من خلال عاصفة محاولاً الوصول إلى المنزل. تساعد الموسيقى ورسوم متحركة للمطر والرياح العاصفة التي تحرك الأشياء في المقدمة في إعطاء شعور بالخوف." 
قالت مجلة Motion Picture News (4 يناير 1930): "كما يشير العنوان، فإن المنزل المسكون يشكل الخلفية لهذا الموضوع من سلسلة ميكي ماوس الشهيرة. يحتوي على الكثير من الأشياء الغريبة التي توجت بمسرحية هزلية من تأليف آل جولسون، وهي مسرحية هزلية، ومن شأنها أن تهدم أي منزل." 